# Оккупация Бокас-дель-Торо
Оккупация Бокас-дель-Торо — территориальный спор XIX века в Центральной Америке между различными государствами, образовавшимися после окончания испанского господства.

## Предыстория вопроса
Исторически эти земли были частью региона Москитовый берег, и простирались от острова Эскудо-де-Верагуас (в современной Панаме) до мыса Кабо-Грасьяс-а-Дьос (на границе современных Гондураса и Никарагуа) в районе устья реки Коко. Административно они входили в состав генерал-капитанства Гватемала, подчинённого вице-королевству Новая Испания. Однако в 1803 году королевским указом юрисдикция над архипелагом Сан-Андрес и лежащими против него землями на материке была передана вице-королевству Новая Гранада, что и стало причиной всех последующих территориальных споров.
После обретения в 1821 году независимости от Испании Великая Колумбия претендовала на номинальный суверенитет над всеми землями, ранее входившими в вице-королевство Новая Гранада, однако Федеративная Республика Центральной Америки, образовавшаяся в 1823 году, считала земли к западу от острова Эскудо-де-Верагуас своими, а не колумбийскими. В 1830 году Великая Колумбия распалась, и её претензии на эти земли перешли к республике Новая Гранада. Однако ни одно из этих государств не обладало в то время достаточной силой, чтобы попытаться реализовать свои претензии на оспариваемые территории и не вмешивались в жизнь проживавших здесь индейцев.

## Центральноамериканская оккупация
Опасаясь роста англичан на атлантическом побережье страны, Федеративная Республика Центральной Америки 30 мая 1836 года провозгласила свой суверенитет над Москитовым берегом вплоть до архипелага Бокас-дель-Торо. Исследователю Хуану Галиндо было поручено организовать экспедицию и попытаться избавиться от британского присутствия в Белизе, где в то время жило всего 600—700 британских подданных из числа переселенцев с Ямайки.
Прибыв на место, Галиндо оккупировал «округ Морасан» (на территории современной Коста-Рики) и признал в качестве его политического главы падре Филемона.

## Новогранадская оккупация
Узнав о вторжении центральноамериканцев на то, что она считала частью своей территории, Новая Гранада отправила в конце 1836 года на Бокас-дель-Торо собственные небольшие экспедиционные силы под командованием Ильдельфонсо де Паредеса. Прибыв на архипелаг 18 декабря 1836 года, Паредес опротестовал документы, в соответствии с которыми Галиндо провозгласил центральноамериканский суверенитет над этими землями, но не смог выставить Галиндо силой из-за присутствия в бухте британской шхуны «Constanza».
21 января 1837 года Паредес потребовал от генерального секретаря штата Коста-Рика объяснений, так как, по его словам, Галиндо угрожал Новой Гранаде войной от имени Федеративной Республики Центральной Америки. Новая Гранада поддержала свои притязания политически, создав декретом от 26 мая 1837 года кантон Бокас-дель-Торо в составе провинции Верагуас.
Штат Коста-Рика запросил помощи от других штатов Федеративной Республики, но не получил её; это игнорирование интересов штата со стороны центральных властей послужило одной из причин последующего провозглашения независимости Коста-Рики. Однако если центральноамериканские государства опасались военной мощи республики Новая Гранада, то все латиноамериканские государства боялись выступить против Великобритании, которая в 1837 году объявила протекторат над индейцами Москитового берега, и поэтому спор свёлся к вопросу о суверенитете над южной оконечностью спорной территории (которая, с коста-риканской точки зрения, была оккупирована новогранадцами).
В 1839 году в Новой Гранаде началась гражданская война (так называемая «Война Высших»), во время которой на территории Панамского перешейка было провозглашено образование независимого государства. Коста-Рика согласилась признать Государство Перешейка в обмен на возвращение ей региона Бокас-дель-Торо, однако в 1842 году сепаратистское государство было ликвидировано, и Коста-Рике опять пришлось смириться с «новогранадской оккупацией». В 1843 году Новая Гранада выделила спорные земли в отдельную территорию Бокас-дель-Торо, которая в 1850 году была расформирована.
В 1858 году на месте республики Новая Гранада образовалась Гранадская конфедерация, которая в 1863 году была преобразована в Соединённые Штаты Колумбии, а в 1886 году Соединённые Штаты Колумбии превратились в Республику Колумбия; всё это время ситуация с претензиями оставалась неизменной. Однако в 1903 году состоялось отделение Панамы от Колумбии, и у Коста-Рики появился шанс на реализацию своих притязаний.

## Разрешение конфликта между Панамой и Коста-Рикой
В 1921 году во время войны за Кото спорный регион был занят коста-риканскими войсками, однако по окончании войны их пришлось вывести. В 1941 году был заключён договор Эчанди—Фернандеса, определивший границу между двумя странами и завершивший длившийся более века территориальный спор.